# Острво Вашингтон (Висконсин)
Вашингтон (енгл. Washington Island) је острво САД које припада савезној држави Висконсин. Површина острва износи 61 km². Према попису из 2000. на острву је живело 600 становника.